# Евсевий Никомедийский
Евсевий Никомедийский (греч. Εὐσέβιος ὁ Νικομηδείας; ? — 341) — архиепископ Константинопольский (339—341), ученик Лукиана Антиохийского, последователь Антиохийской богословской школы, основанной Лукианом.

## Биография
Был епископом Берита, затем, благодаря благосклонности к нему Констанции, жены императора Лициния и сестры императора Константина Великого, был назначен епископом Никомедии, резиденции императора Лициния.
На Вселенском Никейском соборе в 325 году выступал защитником Ария, с которым был дружен в юности, а позже вместе с епископом Евсевием Кесарийским был главой примирительной партии, члены которой по имени обоих Евсевиев получили название евсевиан. По завершении собора Евсевий Никомедийский отказался отречься от арианства и был вместе с сообщниками отправлен императором в ссылку в Галлию.
В 328 году Евсевий, Арий и другие ариане были возвращены из ссылки Константином, исполнившим предсмертную просьбу своей сестры Констанции.
В 335 году принимал активное участие в работе Тирского собора, где возглавил фракцию «евсевиан» — сторонников Ария и противников александрийского архиепископа Афанасия Великого.
Вместе с другими епископами принимал участие в крещении императора Константина Великого, в 337 году умершего на его канонической территории в предместье Никомедии.
В 340 году председательствовал на Гангрском соборе, созванном против ереси Евстафия, епископа Севастийского и его последователей.